# Prostitution in Japan

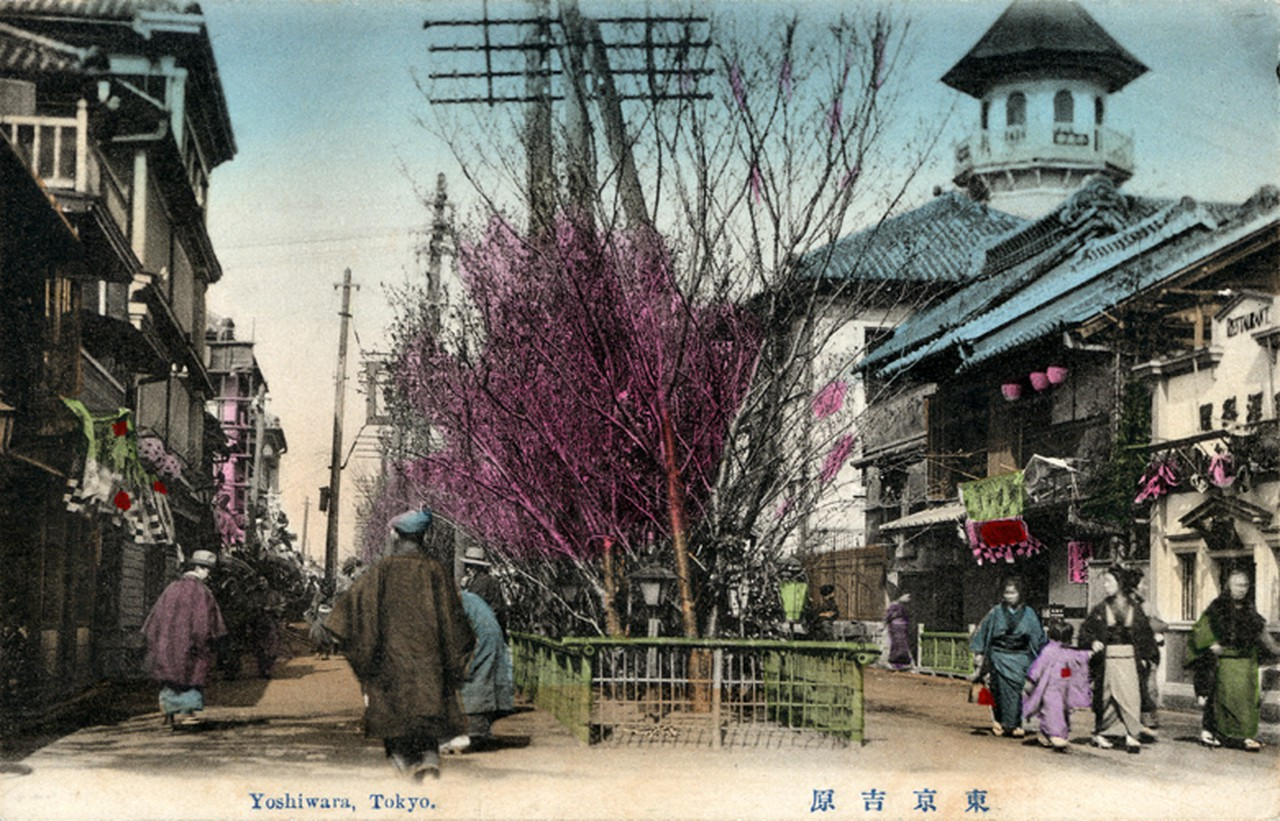
Tokyos Yoshiwara-Vergnügungs-Viertel, alte Postkarte

Prostitution in Japan hat eine vergleichsweise vielseitige Geschichte. Durch das Anti-Prostitutionsgesetz von 1956 wurde Vaginalverkehr gegen Entgelt verboten. Dennoch gibt es weiterhin verschiedene Wege, das Verbot zu umgehen, beispielsweise durch Anal-, Oral- oder Schenkelverkehr (素股 Sumata). In der Vergangenheit florierte Prostitution vor allem durch die Verbindung mit weit verbreiteten Künsten wie Musik und Tanz. Heute ist sie jedoch illegal und wird nur noch mehr oder weniger verborgen praktiziert.

## Begriffsklärung
Wenn man von Prostitution in Japan spricht, muss man sich vom Verständnis des Westens zu diesem Begriff entfernen: Im Gegensatz zum christlich geprägten Weltbild wurde Prostitution in Japan nicht mit Scham oder Sünde in Verbindung gebracht, sondern durch andere Moralvorstellungen beeinflusst. Infolgedessen genossen Kurtisanen Prestige und Anerkennung. Bei der Suche nach einem europäischen Äquivalent könnte man sie am ehesten mit den griechischen Hetären vergleichen. Die Begriffe „Kurtisane“ und „Prostituierte“ werden in der Literatur eher wahllos und willkürlich verwendet, da es kein allgemein akzeptiertes Kriterium für eine Trennung gibt. Um Prostitution in Japan verstehen zu können, ist es nötig, die Gepflogenheiten und Ansichten der vormodernen japanischen Gesellschaft zu berücksichtigen. Utagaki ist ein Beispiel für das differenzierte Verständnis von Sexualität der Menschen dieser Zeit.
Utagaki (歌垣, auch kagai gelesen) war ein Fest älteren Ursprungs (erstmals erwähnt 498), das vor und während der Nara-Periode (710–794) gefeiert wurde. Anlässlich von Schreinfesten im Frühling und Herbst versammelten sich die Jugendlichen in ländlichen Gebieten an Berggipfeln oder Küstenstränden. Sie sangen, tanzten, aßen, tranken und tauschten Gedichte aus. Diese Tradition ging wahrscheinlich aus Fruchtbarkeitsriten hervor. Utagaki (wörtlich Liederhecke) war eine Art Liederwettstreit, bei dem Jungen und Mädchen sich in Gruppen oder paarweise maßen. Man trug sich gegenseitig Gedichte und Lieder vor, oft improvisiert, und regte somit andere an, mit einem weiteren Gedicht zu antworten. Nach reichlichem Konsum von Reiswein bei Tanz und Gesang fand die Partnerwahl leichter statt. Wenn sich ein Paar beim Wettstreit gefunden hatte, verbrachte es meistens auch die Nacht miteinander. Utagaki hatte karnevalistischen Charakter, und bei diesen Festen waren Dinge erlaubt, die sonst verboten waren. Es war eine Ausnahme, auf diese unbeschwerte Art und Weise seinen Partner zu finden und freie Liebe offen zu praktizieren. Das Ausleben von sexuellen Handlungen wurde eng mit den Künsten der Musik, des Gesanges oder des Tanzes in Verbindung gebracht. Es war normal und natürlich, dass eine Tänzerin auf diese Weise ihrem Bewunderer ihre Zuneigung verdeutlichte und wurde daher auch nicht als verachtenswert betrachtet. Frauen, die dieser Tätigkeit nachgingen, wurden oft als otome (乙女) bezeichnet, was „lediges Mädchen“ oder „Fräulein“ bedeutet. Sie wurden keinesfalls direkt als Kurtisanen oder Prostituierte betitelt. Im Manyōshū, der ersten großen japanischen Gedichtsammlung, wurden statt „Kurtisane“ der Begriff Kanji 遊行女婦 verwendet, welcher wörtlich „Frauen, die Unterhaltung betreiben“ bedeutet. Dafür gibt es jedoch zwei Lesungen: asobi und ukareme. Vermutlich handelt es sich um zwei verschiedene Varianten von Kurtisanen.

### Ukareme
Ukareme (浮かれめ) waren Frauen, die nicht im Steuerregister eingetragen waren und keinen festen Wohnsitz hatten. In den Augen der Behörden existierten sie deshalb nicht. Der Begriff ist zurückzuführen auf die ukarebito (浮かれ人), welche Zauber- und Gauklerkünstler waren, die im Land umherzogen. Möglicherweise sind sie von Korea auf die japanischen Inseln gekommen.
Die Frauen der ukarebito waren meistens Schauspielerinnen und Kurtisanen zugleich. Im Gegensatz zu den asobi wird bei den ukareme kein Hinweis auf künstlerisches Wirken gegeben und deshalb hat diese Bezeichnung eine eher abwertende Konnotation („Gesinde, Vagabunden“). Erst im 11. Jahrhundert konnten sie höfische Künste erlernen und erlangten ähnliche Qualitäten wie andere Unterhalterinnen (asobi) dieser Zeit.

### Asobi
Asobi (遊び) ist die Kurzform von asobime (遊び女) und die Bezeichnung der Nara-Zeit für Kurtisanen. Sie beherrschten die Künste aus höfischer Tradition und unterhielten Adlige in ihren Provinzen. Anders als den ukareme wird ihnen ein besserer Ruf zugeschrieben, denn sie waren keine einfachen Prostituierten, sondern begabte Unterhalterinnen.

## Anfänge der Prostitution
Die Anfänge der Geschichte Japans werden generell meist in Form von Legenden dargestellt. Mit der Prostitution verhält es sich nicht anders. Erst aus dem 8. Jahrhundert n. Chr. gibt es erste schriftliche Dokumente, die Kurtisanen erwähnen und Aufschluss über deren Stellung in der Gesellschaft und ihr Verhalten geben. Der Ursprung der Prostitution liegt zwar weitaus früher, jedoch sind sich Gelehrte nicht sicher, wann genau. Entweder begann er mit den miko, Dienerinnen an Shintō-Schreinen, oder den uneme, Unterhalterinnen des Kaisers.
Bewiesen ist aber, dass in sehr frühen Zeiten Sexualität in verschiedenen religiösen Zeremonien und Festen gefeiert wurde und herumziehende Frauen, die mit Magie und Religion in Verbindung gebracht wurden, dabei ihren Lebensunterhalt mit Tanzen, Geschichten erzählen, medizinischen Fähigkeiten, Wahrsagen und manchmal auch mit Prostitution verdienten. Wahrscheinlich fungierten diese Feierlichkeiten als Fruchtbarkeitsriten in den ländlichen Gebieten Japans.
Unklar ist auch, welchen sozialen Status Prostituierte hatten, ob sie ausgebeutet und diskriminiert wurden oder vollkommen in die Gesellschaft integriert und zum Teil auch reich und mächtig waren. Dominierend ist die Ansicht, dass Kurtisanen Normen übertraten und sich sehr langsam Widerstand und Kritik entwickelte, als es Frauen gab, die nur noch Prostitution betrieben und dadurch die soziale Stabilität bedrohten. Vor allem abstinente Mönche versuchten, Kurtisanen von ehrlicher und redlicher Arbeit zu überzeugen. In ihren Beschreibungen werden Prostituierte als sehr reuevoll dargestellt, denn durch Vertrauen und Glaube an Buddha sollten sie erlöst werden. Relativ wenige Frauen werden aber diesen Weg gegangen sein, denn es war für sie einfacher, ihre alte Tätigkeit auszuüben.
Dennoch ist es sehr wahrscheinlich, dass Prostituierte nicht ausgestoßen oder ausgegrenzt wurden und es sowohl Befürworter als auch Gegner von Prostitution gab.

### Miko
Miko (巫女 oder 神子) sind Frauen, die an Shintō-Schreinen tätig sind oder im Land herum reisten und dort ihre Praktiken ausübten. Im Shintō haben ledige und jungfräuliche Mädchen eine besondere religiöse Funktion: Sie sind Dienerinnen der Götter (神 kami), da sie die rituell reinsten Wesen sind. Als Vermittlerinnen zwischen Göttern und Menschen sollten sie stets keusch bleiben, doch dieses Gebot wurde nicht überall gleich streng eingehalten: Hohe Priester konnten auch ungehindert mit ihnen schlafen. Dann wurde die miko zu so etwas wie einer „Gott-Mutter“, denn das aus dieser Verbindung geborene Kind galt als göttliches Mysterium. Mit der Geburt eines Kindes war es ihr verwehrt, weiter im Tempel zu arbeiten, und so ging sie (zurück) in die Stadt, um anderweitig ihren Lebensunterhalt zu verdienen.
Der Glaube, dass mit jeder Menstruation die Jungfräulichkeit wiederhergestellt wird, egal mit wie vielen Männern sie schon geschlafen hatte, half den Priesterinnen, im Schrein bleiben zu können, wenn sie nicht schwanger wurden.
Die Tätigkeit als miko barg große ökonomische Risiken: Sie musste sich durch ihren Dienst für den Schrein aus ihrem Familien- und Gemeindeband lösen und hatte somit kein gesichertes Einkommen mehr. Mit der Einführung des Buddhismus im 6. und 7. Jahrhundert und der einsetzenden Organisation der Schreine begaben sich immer mehr miko auf Wanderschaft (歩き巫女 aruki miko = Wander-miko), um gegen Geld ihre Dienste zu verkaufen, da sie ihre Stellung an den Schreinen weitestgehend verloren hatten. Viele miko fühlten sich gezwungen, andere Dienste zu erlernen, um weiterhin ihren Lebensunterhalt verdienen zu können: Die meisten übernahmen von den Kurtisanen gewordenen Unterhalterinnen vom kaiserlichen Hof die Künste der höheren Gesellschaft, wenn die Verlockung oder ihre Not zu groß geworden war. Dadurch konnte es auch vorkommen, dass sie der Prostitution nachgingen.

### Uneme
Bis in historische Zeiten war es Brauch, dass Provinzherren als Zeichen ihrer Loyalität ihre Töchter an den Kaiserhof schickten. Diese jungen und hübschen Mädchen nannte man uneme (采女). Sie wurden in den Hofdienst aufgenommen und dienten der persönlichen Aufwartung des Kaisers, vor allem zur Yamato-Zeit. Dadurch konnten sie die Gunst des Herrschers erwerben und vorteilhafte Beziehungen am Hof knüpfen, welches oft dem Machteinfluss der Familie dienlich war. Der Ursprung dieser Tradition geht vermutlich auf die rituelle Opferung von Menschen an die Götter zurück, die damit um Schutz baten.
Mit dem Yōrō-Kodex 718 wurde der Status aller Untertanen gesetzlich geregelt und es konnten Familienmitglieder nicht mehr versklavt, verschenkt oder verkauft werden. Dadurch entstand ein großes Defizit in den Kreisen der Adligen, denn es wurde von einem Edelmann erwartet, eine gewisse Anzahl an Nebengemahlinnen, Schwestern und Töchtern zu haben. Diese Lücke füllten Frauen, die auf die benötigten Dienstleistungen spezialisiert waren: Eine umfassende Betreuung von Männern mit allen unterhalterischen und sexuellen Aufgaben gegen ein gewisses Entgelt.

## Termini

### Naikyōbō und jogaku
In der Nara-Zeit übernahm Japan viele Errungenschaften von China, um Rückstände auszugleichen und ebenbürtig zu werden. Auch in der Unterhaltungskultur wollten sie ausländischen Gästen und Gesandtschaften denselben Komfort wie in ihrem Heimatland bieten. Daraufhin wurde das naikyōbō gegründet, eine Behörde für die musischen Künste bei Hof. Vorbild dafür war das chinesische jiao fang, welches ein Institut für die Ausbildung höfischer Unterhaltungskünstlerinnen war.
Die Mädchen im naikyōbō (wörtl. einheimisches jiao fang) wurden jogaku (女学) genannt, und da sie hübsch und jung sein sollten, konnten es etwa uneme (kaiserl. Dienerin) sein. Im Gegensatz zu den chinesischen Palast-Kurtisanen (gongji) war es nicht möglich, jogaku zu verschenken oder sie beliebige Dienste erledigen zu lassen. Sie waren Hofdamen, deren künstlerische Auftritte sich auf bestimmte Anlässe beschränkten und die nicht wie Kurtisanen ihren Lebensunterhalt damit bestreiten mussten. Jogaku mit adliger Herkunft dienten oft alleinig dem Kaiser.
Anfang des 9. Jahrhunderts verlor das naikyōbō an Bedeutung, da mit dem Umzug des Kaiserhofs von Heijō-kyō (heutiges Nara) nach Heian-kyō (heutiges Kyōto) die Beziehungen zu China abnahmen und eine Zeit nationaler Gesinnung begann.

### Asobime
Asobime (遊び女) ist die Bezeichnung für die Kurtisanen der Nara-Zeit (710–794), und ihr Name bedeutet so viel wie „Gespielin“. Sie waren Unterhalterinnen auf Festen der Hofadligen, spielten Lieder, führten gehaltvolle Konversationen, lernten höfisches Benehmen und hatten somit einen gewissen Grad an Bildung. Sie wurden beeinflusst durch die am naikyōbō (Amt für Unterhalterinnen des kaiserl. Hofes) unterrichteten Künste, aber im Gegensatz zu den jogaku (höfische Unterhalterinnen) waren sie nicht am Palast des Herrschers tätig, sondern in den entlegenen Provinzen des Adels. Sie boten den entsandten Beamten einen Ersatz für ihre nicht anwesenden Ehefrauen, denn sowohl die Adligen als auch die asobime selbst wünschten sich mehr Hauptstadtatmosphäre in den ländlichen Gegenden. Bald hatten die professionellen Unterhalterinnen in den Provinzen dasselbe Niveau wie die Hofdamen in Yamato. Sie führten dort eine Art „Ehe auf Zeit“, solange ihr Gönner auf dem Land verweilte. Eine Kurtisane übernahm dabei auch etwaige häusliche Arbeiten, denn das gehörte zu den Pflichten einer Ehefrau dazu. Wenn eine uneme aus ihrem Dienst als Dienerin des Kaisers entlassen wurde, konnte sie nur wieder zurück in ihre Heimat gehen und dort als asobime weiter arbeiten. Damit nahm sie weiterhin Teil am glamourösen Leben der reicheren Bevölkerung, konnte sich ihren Lebensunterhalt verdienen und bereicherte das sonst provinzielle Verhalten der Beamten, die während ihrer Aufenthalte auf dem Land oft Abwechslung suchten. Ihre Unterhaltungskünste richteten sich sowohl an Männer als auch an Frauen, von denen sie Applaus und Geschenke bekamen. Die Vergnügungsviertel in den Städten dienten vor allem dem Vergnügen der Elite, während auf dem Land die Nachfrage groß genug war, um ihren Beruf ein richtiges Geschäft nennen zu können. Sie traten meistens auf dem Wasser auf, in kleinen Booten näherten sie sich ihren zukünftigen Kunden und verführten sie mit ihren farbenprächtigen Kleidern (ähnlich den von jungen Adligen) und ihrem Gesang. An Küsten und Flussbänken unterhielten sie Gäste in Wirtshäusern oder wurden von ihnen auf Empfänge und Feste am Hof eingeladen. Besonders der Fluss Yodo zwischen Kyōto und dem Pazifik war ein häufig besuchtes Gebiet der asobi.
Asobi organisierten sich oft selbst und hatten Männer nur als Patrone. Unter ihnen wurde ein Oberhaupt gewählt (mune oder so), oder die reichste Frau (長者 chōja) der Gruppe übernahm diese Stellung. Die Bezahlung war für alle gleich, konnte aber für die chōja höher sein. Das Ausmaß unterlag ihren Kunden. Sie behielten nie ihre Geburtsnamen, sondern gaben sich immer rituell konnotierte Künstlernamen. Durch Adoption oder fiktive Verwandtschaft wurden viele Frauen in dieses Gewerbe gezogen. Über die Anwerbung von neuen Frauen ist generell wenig bekannt, eventuell war es eine mögliche Option für Frauen, die im Familiensystem keinen Platz mehr hatten (Tod des Ehemanns, Bankrott, politisches Versagen).

### Shirabyōshi
Shirabyōshi (白拍子) waren hochklassige Künstlerinnen, die sich auf das Tanzen spezialisiert hatten. Ursprünglich bezeichnete dieser Begriff eine Tanz- und Gesangsaufführung, die im 12. Jahrhundert populär wurde und einen markanten Rhythmus hatte. Später nannte man auch die weiblichen Künstlerinnen dieses Tanzes so. Woher der Name jedoch kommt, ist unbekannt: Möglicherweise von dem Takt (shirabyōshi) der Trommel, die buddhistische Gesänge (声明 shōmyō) begleitete. Jedoch wurde der Ausdruck später ausschließlich mit den Kanji für die Farbe weiß (白 shiro) und dem Wort Rhythmus (拍子 hyōshi) geschrieben. Die weiße Farbe geht auf das weiße Gewand der shirabyōshi zurück, was dem einer miko ähnlich ist.
Kennzeichnend für shirabyōshi war ihre männliche Kleidung:
- langer, roter hakama 袴 (vorrangig von Männern getragen)
- roter und weißer suikan (Gewänder von Shintō-Priestern)
- ebōshi 烏帽子 (schwarz lackierter Priester-Hut)
- Tachi 太刀 (Schwert eines Samurais)
- kowahori (Fächer)

Sie bedeckten ihr komplettes Gesicht mit weißem Make-up und zeichneten ihre Augenbrauen etwas höher nach. Ihr langes, schwarzes Haar wurde mit einem takenaga (Haarband) lose zusammengebunden. Durch das männliche Verhalten und Aussehen der shirabyōshi sollten sie das erotische Bild eines umgestalteten, androgynen Menschen zeigen. Ihre Auftritte waren bestimmt durch Tanz und Gesang (今様歌 imayō uta) und der Verwendung von Fächern, Flöten, Becken oder kleinen Handtrommeln (鼓 tsuzumi). Imayō uta („Lieder der modernen Art“) waren Musikstücke buddhistischer Herkunft von meist vier Zeilen (7-5-7-5-silbige Verse), die von der vornehmen Gesellschaft größtenteils vernachlässigt wurden. Ihre Inhalte konnten sowohl religiöse Bedeutung haben als auch profane Themen ansprechen. Aufgetreten sind shirabyōshi am Kaiserhof, auf Festen von Adligen und in buddhistischen und shintōistischen Tempeln während der ennen mai 延年舞 (kleine zeremonielle Theaterstücke). Die wichtigsten Tänze waren der midare shirabyōshi 乱れ白拍子 (von vielen Tänzerinnen getanzt) und der futari mai no shirabyōshi 二人舞の白拍子 (von zwei Tänzerinnen aufgeführt). Es waren ursprünglich Männertänze (男舞 otoko mai), die zu alten Liedern (歌謡 kayō) aufgeführt wurden. Obwohl einige Shirabyōshi Liebhaberinnen von prominenten Männern waren und deren Kinder zur Welt brachten, war es vorrangig nicht ihre Aufgabe, sich auch sexuell zu betätigen. Sie waren in erster Linie Künstlerinnen. Ihre erfolgreichste Zeit war im 12. und 13. Jahrhundert, denn danach ging ihre Beliebtheit zurück und sie wurden verdrängt durch die kusemai-Tänze.

### Kugutsu
Mit dem Begriff kugutsu (jap. 傀儡) wurde in der Heian-Zeit eine nicht sesshafte Gruppe bezeichnet, die möglicherweise vom Festland zugewandert war. Sie behielte noch lange ihre traditionelle Lebensweise bei, lebte in Zelten aus Tierfellen, gliederte sich in Sippen und leistete regionalen Fürsten keinen Gehorsam. Da sie keine Landwirtschaft betrieb, stand sie nicht unter ländlicher Autorität und bezahlte auch keine Steuern. Die Männer waren begabt im Bogenschießen auf Pferden und ernährten ihre Familien mit der erjagten Beute. Kugutsu verstanden sich aber auch gut auf Zauber- und Gaukelkünste (Schwerter schwingen, Bälle jonglieren) und Marionettenherstellung. Die Frauen (傀儡女 kugutsume) waren oft als Sängerinnen tätig und lockten Fremde mit verführerischen Liedern zu sexuellen Freuden.
In Beschreibungen werden sie verglichen mit den Xiongnu (Hunnen), nomadischen Reitervölkern in Zentralchina zur Zeit der Han-Dynastie. Sie unterschieden sich aber von den yūjoki (遊女き), die zaubernde Künstler waren und Beziehungen zur Heian-Elite gehabt haben sollen. Es gab keine klare Trennung zwischen asobi und kugutsu, und oft wurden beide Begriffe austauschbar verwendet, denn beide, asobi und kugutsu waren spezialisiert auf Tanz und imayō-Gedichte. Im Gegensatz zu den asobime reisten kugutsume vorrangig zwischen verschiedenen Gasthäusern an belebten Reisestrecken umher.
In der Kamakura-Periode erhielten sie Entschädigungen in Form von Geld, weil sie kein Land bewirtschaften konnten. Ukarebito zählten zu den shokunin (職人 = Kunsthandwerker) und hatten dadurch anerkannte Rechte und Pflichten, etwa den shirabyōshi oder asobime gegenüber. Sie durften nun Land besitzen und konnten bei Missständen Klage einreichen.

## Sexualität während der Heian-Zeit

### Polygamie und Ehe
In der Heian-Periode war der Begriff der „Heirat“ fließend, denn die meisten Familien bestanden aus polygamen Beziehungen mit mehreren öffentlichen Partnerinnen. Es gab Langzeitbeziehungen und kurzzeitige Affären (es war nicht normal, sich an sozial niedere Frauen längerfristig zu binden). Unter Umständen war es aber möglich, dass der Mann die Beziehung zu seiner Kurtisane verlängerte und auch die daraus entstandenen Kinder anerkannte. Toleranz und Offenheit ermöglichten es, dieses System aufrechtzuerhalten, aber es war auch üblich, persönliche Vorteile aus Verbindungen mit höherrangigen Beamten oder Adligen zu ziehen. Ein Mann hatte meistens eine Hauptfrau mit hohem Status, mit der er verheiratet war, und mehrere Nebengemahlinnen niederen Standes. Von seiner Ehefrau (北の方 kita no kata) konnte er sich nicht ohne weiteres trennen, die Konkubinen hingegen waren immer auf sein Wohlwollen angewiesen. Alle Frauen wohnten oft im Haus des Mannes (Virilokalität), wenn es bezahlbar war. Die kita no kata sollte keine Eifersucht zu den Nebenfrauen ihres Mannes empfinden. Sie hätte auch ein Kind von ihnen akzeptiert und anerkannt, wenn sie selbst keine Kinder bekommen konnte. Unter den Konkubinen herrschte große Konkurrenz, denn sie mussten immer damit rechnen, für jemand anderen verlassen zu werden und somit ohne finanzielle Unterstützung zu leben. Es war üblich, dass nur Männer ihre Partnerinnen oft wechselten, aber auf Frauen konnte es theoretisch genauso zutreffen. Vernachlässigte Konkubinen hatten deshalb oft mehrere Liebhaber. Von einer Ehefrau wurde aber Treue ihrem Ehemann gegenüber erwartet, und es war ihm erlaubt, sie zu töten, wenn er sie inflagranti mit einem anderen Mann sah. Auch verwitwete Frauen sollten sich keinen neuen Mann suchen. Man kann aber nicht sagen, dass ein Mann seine Ehefrau für unzureichend gehalten hat und deshalb Konkubinen hatte. Sie erfüllte alle Aufgaben in der Gesellschaft, hatte Benehmen und Schönheit und war gebildet. Das eheliche Band hatte zu dieser Zeit nicht denselben Wert wie im Christentum.
Polygamie war kein Zeichen von Zügellosigkeit, sondern damit unterschieden sich die „guten Menschen“ von der einfachen Bevölkerung. Monogamie war für die gedacht, die es sich nicht anders leisten konnten. Dem Konfuzianismus nach war es eine Pflicht, wegen Krankheiten und einer hohen Sterblichkeitsrate seine Erblinie so gut wie möglich zu erhalten. Regelmäßiger Verkehr mit einer Frau verringert ihre yin-Essenz, was zum Tod führen kann. Ohne lebenspendendes yin ist auch der Mann geschwächt und würde sterben, denn im männlichen Bauch wird weibliches yin zu männlichem yang umgewandelt. Deshalb darf eine Frau ihrem Partner nicht zu oft sexuell dienen. Wenn ein Mann mit vielen Frauen schläft, kann er diesen Zustand verhindern, soll er aber eine Ejakulation vermeiden. Das ist besser für den Gesundheitszustand: Es stärkt die Vitalkräfte, heilt Krankheiten und verbessert die Sinne bis zur Unsterblichkeit. Wie genau ein Mann diese Regel befolgt, hängt von seinen persönlichen Fähigkeiten ab (dreimal ejakulieren bei zehnmal Geschlechtsverkehr ist akzeptabel). Durch das Verhindern eines Samenergusses schützt der Mann sein yang, denn damit bleibt es im Körper. Der weibliche Höhepunkt ist wichtiger für gesunden Sex, da er dem Mann yin zuführt. Das Vorspiel stimuliert das yin der Frau durch den gegenseitigen Austausch von Zärtlichkeiten und setzt es in Stimmung, so dass es besser fließen kann. Liebkosungen müssen deshalb besonders liebevoll sein. Auch Cunnilingus ist besonders ergiebig für den Mann, denn dadurch kann er das yin direkt von seiner Quelle aufnehmen.
Ehebruch
Das Kamakura-Shōgunat sah Vergewaltigung und Entführung nicht als ernstzunehmende Gewalt und hielt es deshalb nicht für nötig, diese Vergehen zu kontrollieren. Erst 1232 wurde im 34. Artikel des allgemeinen Gesetzbuches des bakufus (御成敗式目 goseibai shikimoku) Ehebruch rechtlich strafbar gemacht: „Geheime Zusammenkunft“ (密会 mikkai), egal ob die beteiligte Frau gezwungen wurde oder damit einverstanden war, kostete beide Teilnehmer die Hälfte ihres shōen (Lehen). Der Schaden, den eine Frau durch eine Vergewaltigung nahm, spielte keine Rolle, denn es war in beiden Fällen eine Verletzung des exklusiven Rechts des Ehemanns über seine Frau als sexuelles Wesen. Der Körper der Frau war nur ein Mittel des bafukus, staatliche Autorität wiederherzustellen, und sie war selbst dafür verantwortlich, das Eigentum ihres Ehemannes, also ihren eigenen Körper, zu schützen. Als Oberhaupt der Familie hatte der Mann sowohl die Autorität als auch das Recht, von allen, die ihm unterstanden, Gehorsam zu fordern. Wer für den Wohlstand des Hauses beitrug, war wichtig. So auch die Frau in ihrer Rolle als Mutter seiner Kinder, die für die Erhaltung der Erblinie wichtig waren.
Im Jahre 1263 wurde in einem kaiserlichen Code das erste Mal die ausschlaggebende Unterscheidung zwischen Vergewaltigung (強姦 gōkan) und willentlichem Ehebruch (和姦 wakan) gemacht. Der Täter sollte demnach zwei kanmon zahlen und die vergewaltigte Frau nichts. Bei gemeinsamem Einverständnis mussten beide insgesamt zwei kanmon zahlen, aufgeteilt zu gleichen Teilen. Gleichsam galt es für eine Frau, die einen anderen Mann verführt hatte, denn dann zahlte sie die Strafe und nicht er. Die Sanktionierung des beteiligten Mannes sollte eine mögliche Rache des Ehemanns verhindern. Das hinderte ihn aber selten daran, weitere Vergeltungsmaßnahmen vorzunehmen. Die Trennung in Vergewaltigung und willentliches Fremdgehen ist auf den Yōrō-Kodex (養老律令) zurückzuführen, in dem ein Jahr Haft für vorehelichen Sex und zwei Jahre Haft für Ehebruch angesetzt wurden. Wenn eine Frau gezwungen wurde, war sie nicht verantwortlich und wurde nicht bestraft. Mit der Zeit schenkte das Shōgunat (jap.: bakufu) dieser Unterteilung aber immer weniger Beachtung, und bald wurde außerehelicher Sex nur noch als kaihō (sich umarmen), totsugo (Sex haben) und kan (verletzen) bezeichnet. Die Beteiligung der Frau war irrelevant, denn nur die Verteilung von Strafe und die Aufrechterhaltung der sozialen Ordnung waren von Belang. Erst nach dem Ōnin-Krieg (1467–1477) musste der Code geändert werden, da es fast durch einen Zwischenfall erneut zu Auseinandersetzungen gekommen wäre. Die neue Abhandlung zollte dem weiblichen Körper sogar noch weniger Beachtung, denn mit ihr wurde die Unterscheidung zwischen genötigtem und gewolltem Sex aufgehoben und alles war nur noch „geheim“, also rechtswidrig. Außerdem war es dem betrogenen Ehemann erlaubt, direkt Rache zu nehmen: Entweder außerhalb seines Hauses – dann musste er auch seine Ehefrau töten, um es eindeutig wie Rache aussehen zu lassen und nicht nur wie einen normalen Mord – oder innerhalb seines Hauses, dann konnte er seine Frau verschonen. Unterstützt von den traditionellen Praktiken der Vergeltung verstand sich das bakufu nicht mehr verantwortlich für die Bestrafung des Täters. Weiterhin gab es auch beschämende Bestrafungsmaßnahmen für Frauen: Etwa das Abschneiden der Haare zeichnete eine Ehebrecherin als unwürdig aus, und niemand würde sich mehr für sie interessieren, solange ihre Haarpracht nicht nachgewachsen war.

### Yobai
Die historische Praxis des Yobai, auch bekannt als „Nacht-Kriechen“ (夜這い), war ein zentraler Bestandteil der ländlichen japanischen Kultur, insbesondere vor der Meiji-Ära, und hatte tiefgreifende Auswirkungen auf die Partnerwahl und die soziale Dynamik dieser Gemeinschaften. Es handelt sich dabei um einen heimlichen Besuch in der Nacht, bei dem junge unverheiratete Männer heimlich die Häuser junger unverheirateter Frauen aufsuchten. Bei gegenseitigem Einverständnis kam es zum Geschlechtsverkehr. Dies stellte eine beliebte Methode zur Findung eines Ehepartners dar.
Die Etymologie des Begriffs Yobai ist eng mit dem altjapanischen Verb „yobau“ verbunden, das „eine Frau umwerben“ bedeutet. Dieses Verb hat sich im Laufe der Zeit zu „Yobai“ entwickelt, wobei die Kanji-Zeichen für „Nacht“ (夜) und „kriechen“ (這) die heutige Schreibweise bilden, die sich zu einer Volks-Etymologie entwickelt hat.
Die Praxis des Yobai war nicht in allen Regionen Japans gleich und erlebte verschiedene Ausprägungen. Der Ethnologe Akamatsu Keisuke berichtet, dass in einigen Orten jede geschlechtsreife Frau von jedem geschlechtsreifen Mann aus dem Dorf und sogar von Männern aus anderen Dörfern und Reisenden besucht werden konnte. In anderen Orten konnten nur verheiratete Frauen und Witwen besucht werden, während alleinstehende Mädchen nicht besucht werden konnten. Die konkreten Regeln des Brauchs unterscheiden sich örtlich stark voneinander.
Yobai war nicht nur eine Praxis des nächtlichen Besuchs, sondern hatte auch rituelle und soziale Dimensionen. In einigen ländlichen Regionen Japans kam es zu rituellen Entjungferungen, die von einem Priester oder dem Vater mit einem phallusförmigen Stock durchgeführt wurden. Sexuelle Unerfahrenheit wurde nicht als Tugend angesehen, und eine Frau mit Erfahrung wurde geschätzt. Diese Auffassung unterschied sich stark von den normativen Vorstellungen der Oberschicht und der städtischen Bürger. Mädchen boten sich auch Jugendlichen an, sobald sie geschlechtsreif waren. Diese Praxis wurde jedoch nicht als Yobai, sondern als Ashi Ire (足入れ = „seine Füße hineinstellen“) bezeichnet. Bei dieser Praxis ging eine Frau zum Haus ihres Auserwählten und zeigte, wie zuverlässig sie alle häuslichen Arbeiten erfüllen konnte, um die Gunst der Familie ihres Auserwählten zu gewinnen.
Die rituellen und sozialen Aspekte des Yobai spiegeln die kollektive Natur der ländlichen japanischen Gesellschaften wider, in denen die Fortsetzung der Gemeinschaft und die Produktion von Nachkommen höhere Priorität hatten als individuelle Freiheiten oder romantische Liebe. Die nachfolgende Verfestigung der Heiratsgewohnheiten und die Transition zu Wohnsituationen, bei denen Ehefrauen in das Haus ihres Mannes zogen (Patrilokalität), markierten einen Wandel in der Praxis des Yobai, der mehr zu einem Gegenstand von Volkssagen und Gerede als eine weit verbreitete Praxis wurde. Es zeigt auch die Entwicklung der sozialen Normen und Praktiken im ländlichen Japan im Kontext breiterer sozioökonomischer und kultureller Veränderungen, die das Land im Laufe der Jahrhunderte durchlaufen hat.

## Prostitution während der Edo-Zeit

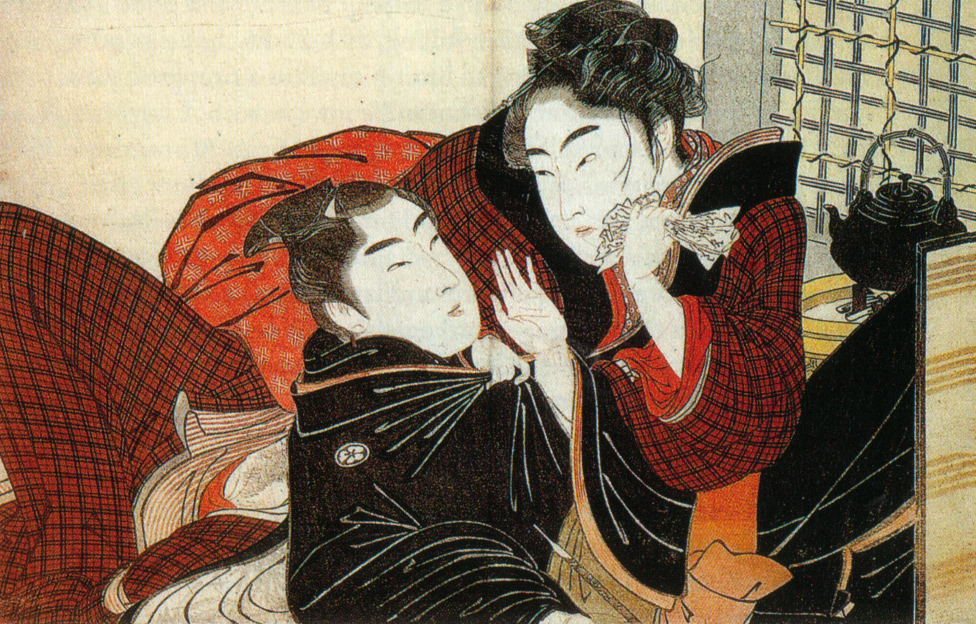
Japanischer Farbholzschnitt von Kitagawa Utamaro, der einen Prostituierten mit seinem Kunden darstellt

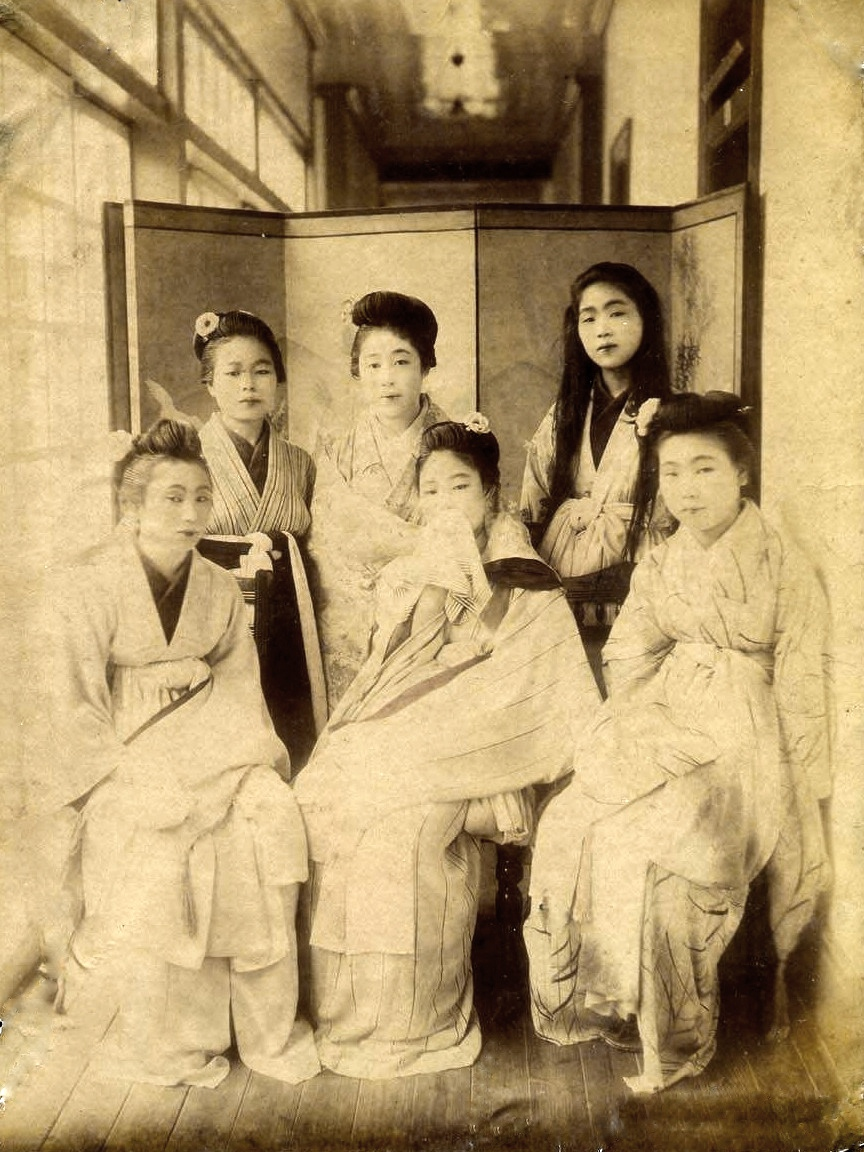
Prostituierte in einem Bordell in Yokohama; Fotografie von Kusakabe Kimbei

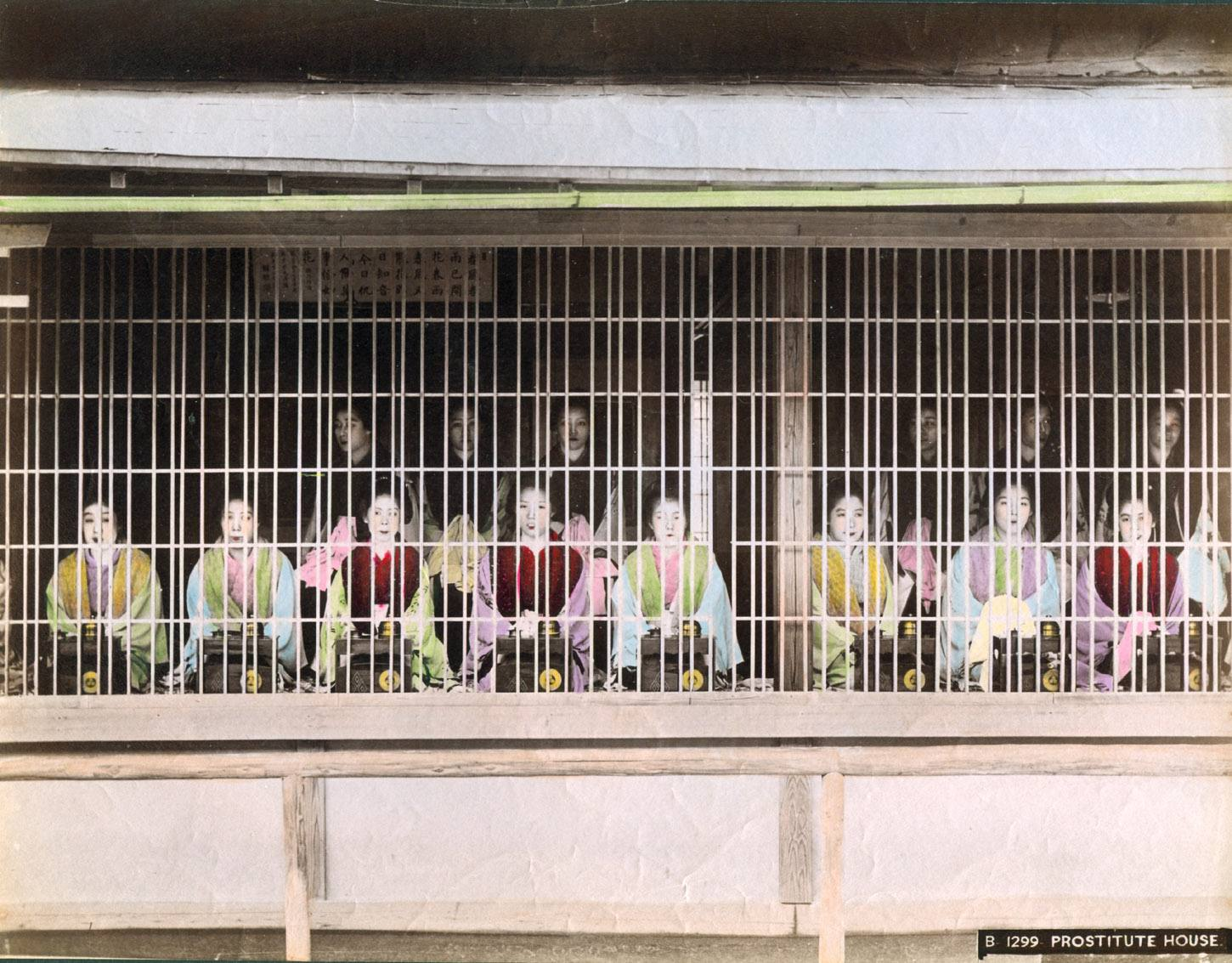
Prostituierte in Yoshiwara; kolorierte Fotografie von Kusakabe Kimbei

Mit dem kurzfristigen Umzug der kaiserlichen Hauptstadt von Kyōto nach Edo (dem heutigen Tokio) kam es zu einem starken ökonomischen Aufschwung. Zusammen mit der bakufu-Regierung des Shogun mussten zahlreiche Adelige, Beamte und Bedienstete mitziehen, von denen die meisten ihre Frauen und Kinder in der alten Hauptstadt Kyōto oder auf ihrem Heimatgut auf dem Land zurückließen. Dadurch, dass die neue Hauptstadt von einem deutlichen Männerüberschuss gekennzeichnet war, kam es zur Bildung eines großen Freudenviertels, dem Yoshiwara.
Während dieser Zeit entstanden die Oiran (Edo) bzw. Tayū (Kyōto, Osaka).
Mit dem Ziel, an die westlichen Mächte anzuschließen und von diesen als modern anerkannt zu werden, übernahm die japanische Gesetzgebung in weiten Teilen westliche, insbesondere auch deutsche, Regeln und damit auch Moralvorstellungen. Letztendlich wurde Prostitution in Japan 1956 durch das Anti-Prostitutionsgesetz (売春防止法, Baishun Bōshi Hō; auch Gesetz Nr. 118 vom 24. Mai 1956) verboten.

## Heutige Formen
Zur offenen Prostitution mit Vaginalverkehr haben sich aufgrund der Rechtslage verschiedene, für europäische Verhältnisse teilweise recht bizarr anmutende Alternativen entwickelt. Diese sind in der Regel mit englisch-klingenden euphemistischen Fantasie-Namen bezeichnet.
Einige der wichtigsten Alternativen zur Anbahnung von Prostitution sind:
- Telephone Club (テレクラ terekura) sind telefonbasierende Partnervermittlungen, welche gegen Entgelt die Vermittlung zwischen potentiellem Freier und privaten Damen herstellt.
- Fashion Health (ファッションヘルス fasshonherusu, meist abgekürzt als ヘルス herusu) sind Einrichtungen, in denen die Kunden vorwiegend oral befriedigt werden.
- Image Club (イメージクラブ imējikurabu, abgekürzt イメクラ imekura) sind fetischorientierte Spezialformen des „Health“.
- Delivery Health (デリバリーヘルス deribarīherusu, abgekürzt デリヘル deriheru) steht für Call-Girls, welche Hotel- und Hausbesuche mit Oralverkehr, jedoch gegen Sonderzahlung häufig auch mit Vaginalverkehr, bieten.
- Soap Land (ソープランド sōpurando) sind Massagesalons, bei denen offiziell der Körper, einschließlich Geschlechtsteile zwecks Befriedigung, gereinigt wird.

Klar abzugrenzen von der Prostitution und den Bordellen sind die japanischen Hostess-Clubs. Diese sind Bars, in denen Hostessen gegen Bezahlung ihre Kunden unterhalten. Die Unterhaltung beschränkt sich jedoch auf gemeinsame Gespräche, geselliges Trinken, Karaoke und Ähnliches.
Die traditionellen japanischen Geishas stellen eine Art gebildete Unterhalterinnen dar. Sie werden oft fälschlicherweise als Edelprostituierte gesehen, sexuelle Handlungen zwischen einer Geisha und ihrem Kunden sind und waren jedoch immer absolut tabu.
Enjokōsai
Nach einigen Umfragen rund zehn Prozent meist Mittel- oder Oberschülerinnen bieten sich für Enjokōsai (Gelegenheitsprostitution) an.  
Nach dem Platzen der Wirtschaftsblase in den 1980er Jahren erlebte dieses Phänomen insbesondere in Großstädten eine rasante Ausbreitung. Viele Menschen verloren ihre Arbeitsplätze, und zahlreiche junge Mädchen wollten ihr Taschengeld aufbessern, um ihren gewohnten Lebensstil aufrechtzuerhalten. Heute steht nicht mehr allein die finanzielle Not im Vordergrund; die Prostitution unter Oberschülerinnen ist mittlerweile verbreitet, und es werden kaum Maßnahmen dagegen ergriffen. Die Polizei greift nur selten ein, und oft ist es schwierig, die wahren Absichten der Mädchen zu erkennen, da der Erstkontakt häufig in Parks durch das Verteilen von Angeboten für „Massagen“ oder „Spaziergänge“ erfolgt. Familiäre Vernachlässigung und zerrüttete Verhältnisse sind zwar eine Ursache, doch teilweise verkaufen die Mädchen ihre Dienste auch, weil es allgemein akzeptiert ist. Sie können dabei in wenigen Stunden in einem Love Hotel bis zu 350 € verdienen – eine Summe, die mit anderen Schülerjobs nicht erreicht werden kann. Sie finden über sogenannte Telephone Clubs oder Internetseiten zu ihren Kunden. Obwohl der Zugang zu solchen Vermittlungswebseiten für Minderjährige seit 2003 untersagt ist, ermöglicht die unzureichende Überwachung den Mädchen dennoch, sich dort anzumelden.